# ألكسندر رادوسافيليفيتش
ألكسندر رادوسافيليفيتش هو لاعب كرة قدم صربي في مركز حراسة المرمى، ولد في 21 ديسمبر 1982 في كرالييفو في صربيا. لعب مع غيور تورنا أوزتالي ونادي العقبان البيضاء الصربية ونادي بارتيزان ونادي تشوكاريتشكي.

## وصلات خارجية
- ألكسندر رادوسافيليفيتش على موقع قاعدة بيانات كرة القدم.إي يو (الإنجليزية)
- ألكسندر رادوسافيليفيتش على موقع Soccerway.com (الإنجليزية)